# Johanna av Savojen
Johanna av Savojen, född 1310, död 1344, var en hertiginna av Bretagne, gift 1329 med hertig Johan III av Bretagne. Hon var dotter till greve Edvard av Savojen och Blanka av Burgund. 
Johanna var tronpretendent i Savojen 1329–1339. Hon var i egenskap av faderns enda barn hans arvinge, men Savojen hade aldrig haft en kvinnlig regent, och vid faderns död erövrades tronen av hennes farbror. Konflikten bilades 1339, då Johanna lade ned sitt anspråk i utbyte mot ett underhåll. Hon dog barnlös, vilket ledde till det Bretonska tronföljdskriget.   